# Anonconotus alpinus
Anonconotus alpinus – gatunek owada z rodziny pasikonikowatych, występującego w zachodniej i środkowej Europie.
Jedną z charakterystycznych cech samców tych alpejskich pasikoników są nadzwyczajne zdolności do kopulacji. Samce w okresie rozrodczym wabią samice śpiewem, charakterystycznym dla poszczególnych gatunków. Samice odrzucają partnerów wydających nieznane im dźwięki, co zapobiega krzyżowaniu się gatunków. Tymczasem Anonconotus alpinus atakują samice bez uprzedniego śpiewu i bez względu na ich gatunek. Jednocześnie potrzebują tylko kilkunastu sekund na zregenerowanie sił po kopulacji, podczas gdy samcom innych gatunków zajmuje to nawet do dwóch dni.